# Jurij Kłymczuk
Jurij Serhijowycz Kłymczuk, ukr. Юрій Сергійович Климчук (ur. 5 maja 1997 we wsi Rohacze, w obwodzie żytomierskim) – ukraiński piłkarz występujący na pozycji napastnika w klubie Ruch Lwów.

## Kariera klubowa
Kilka lat po urodzeniu rodzice przenieśli się do Browar pod Kijowem, a następnie do stolicy. Tam ojciec zapisał go do akademii piłkarskiej Dynamo Kijów, jednak ze względu na słabsze wyniki był zmuszony opuścić Dynamo. Potem szkolił się w klubach Łokomotyw Kijów, Atłet Kijów i BRW-WIK Włodzimierz Wołyński, barwy których bronił w juniorskich mistrzostwach Ukrainy (DJuFL). Karierę piłkarską rozpoczął 26 kwietnia 2015 roku w drużynie amatorskiej Łokomotyw Kijów, a na początku 2016 został piłkarzem Stali Kamieńskie, w składzie której 23 kwietnia 2017 debiutował w rozgrywkach Pierwszej ligi. Na początku 2018 doznał kontuzji i potem leczył się. W międzyczasie, latem 2018 Stal została rozwiązana. Po zakończeniu rehabilitacji, 7 lutego 2019 podpisał kontrakt z lwowskim Ruchem. 

## Sukcesy
Ruch Lwów
- wicemistrz Pierwszej ligi: 2019/20